# 영암여자고등학교
영암여자고등학교(靈巖女子高等學校)는 대한민국 전라남도 영암군 영암읍 동무리에 있는 사립 고등학교이다.

## 학교 연혁
- 1970년 7월 9일 : 영암고등공민학교 설립
- 1970년 7월 27일 : 학교법인 동아학원 설립인가 (임일순 이사장 취임)
- 1974년 2월 27일 : 영암여자고등학교 설립인가(6학급)
- 1974년 6월 7일 : 영암여자고등학교 예비인가
- 1975년 3월 8일 : 영암여자고등학교 개교식
- 1975년 3월 8일 : 초대 김석문 교장 취임
- 2023년 2월 10일 : 제46회 졸업(졸업생총수 8,219명)
- 2023년 3월 1일 : 제12대 안원철 교장 취임
- 2023년 6월 1일 : 제5대 김영경 이사장 취임

## 참고 자료
- 영암여자고등학교 - 한국교육학술정보원 학교알리미